# Roy Lee Dennis
Roy Lee Dennis, detto Rocky (Glendora, 4 dicembre 1961 – Glendora, 4 ottobre 1978), è stato un ragazzo statunitense affetto da displasia cranio-diafisaria, una malattia ossea comunemente detta leontiasi, estremamente rara e sclerotica.
La condizione di solito si traduce in disturbi neurologici e prematura morte durante la fanciullezza. Il suo corpo fu donato alla UCLA Medical Center dopo la sua morte. La sua vita è narrata nel film del 1985 Dietro la maschera.

## Biografia
Rocky Dennis nacque il 4 dicembre 1961 a Glendora, in California, da Florence "Rusty" Tullis e Roy Dennis. All'età di 2 anni, a Dennis venne diagnosticata la displasia craniodiafisaria, nota anche come CDD o leontiasi, una malattia estremamente rara che si verifica ogni 220 milioni di nascite, con meno di 20 casi registrati. I medici informarono la madre che i depositi di calcio anomali nel suo cranio avrebbero fatto spingere gli occhi verso i bordi del suo viso, torcere il naso fuori forma, causare problemi alla vista e all'udito, provocando quindi una pressione enorme che avrebbe distrutto il cervello prima dei sette anni.
Dennis visse con problemi di vista e di udito e con un doloroso mal di testa, ma fu in grado di compiere la maggior parte delle cose che i medici gli avevano detto non sarebbe mai stato in grado di fare, come ad esempio imparare a leggere. Entrò a scuola all'età di sei anni, nonostante il parere contrario di molti insegnanti, e anche se con un inizio faticoso (trascorse due anni in prima elementare), riuscì in seguito a fare progressi notevoli. Dennis risiedeva ad Azusa (California), anche se visse con la madre per qualche tempo a Covina (Grandview Avenue), dove frequentò la scuola elementare di Ben Lomond.
Morì nel 1978, non ancora diciassettenne. Il fratello maggiore di Dennis, Joshua Mason, venne a mancare nel 1987 all'età di 32 anni per le complicazioni dell'Aids. La madre morì l'11 novembre 2006 all'età di 70 anni a causa di una infezione causata da un incidente in moto.

## Influenza culturale
Anna Hamilton Phelan ha scritto una sceneggiatura basata sulla vita di Dennis, Peter Bogdanovich ha diretto il film drammatico del 1985, dal titolo Dietro la maschera (Mask in lingua originale), in cui Eric Stoltz interpreta Dennis. In una scena del film, il personaggio Dennis legge una poesia a sua madre, Rusty (interpretata da Cher), scritta dal vero Dennis. Il film originariamente era caratterizzato da musica di Bruce Springsteen (artista preferito di Dennis), ma a causa di problemi con la casa discografica, la musica di Bob Seger è stata utilizzata per la colonna sonora del film. La maggior parte delle altre parti del film si basa molto liberamente alla vita di Dennis, con la maggior parte delle scene e dei dialoghi modificati per scopi drammatici. Per esempio, il film mostra Rusty alla tomba del figlio Dennis, tuttavia, il vero Dennis non è stato sepolto, come sua madre, ma il suo corpo è stato donato alla UCLA per la ricerca medica.